# Daniel Ambroziński
Daniel Krzysztof Ambroziński (ur. 7 września 1977 w Skierniewicach, zm. 10 sierpnia 2009 w Usman Khel) – polski wojskowy, porucznik Wojska Polskiego.

## Życiorys
Urodził się 7 września 1977 w Skierniewicach. Uczęszczał do szkoły podstawowej w Koluszkach, maturę zdał w Technikum Spożywczym w Łodzi. Ukończył Wyższą Szkołę Oficerską im. gen. Tadeusza Kościuszki oraz Akademię Wychowania Fizycznego we Wrocławiu. Ukończył kursy specjalistyczne, m.in. Ranger Course w Fort Benning GA USA w 2005 oraz Mountain Summer Training Course w szwajcarskim Andermatt.
Zawodową służbę wojskową rozpoczął w 2001. Służył w Zamościu, następnie w 25 Brygadzie Kawalerii Powietrznej im. Księcia Józefa Poniatowskiego w Leźnicy Wielkiej, gdzie od sierpnia 2008 pełnił funkcję szefa sekcji rozpoznania w 1 batalionie.
Podczas pierwszej swojej misji zagranicznej służył w VI zmianie Polskiego Kontyngentu Wojskowego w Iraku.
Służba w Afganistanie była jego drugą misją zagraniczną. Podczas V zmiany PKW Afganistan pełnił obowiązki specjalisty w Zespole Doradczo-Łącznikowym (OMLT) stacjonującym w bazie Vulcan w Ghazni.
Zginął 10 sierpnia 2009 w zasadzce zastawionej przez talibów w Usman Khel (dystrykt Adżiristan w północno-zachodniej części „polskiej” prowincji Ghazni). Był dziesiątym polskim żołnierzem, a pierwszym z V zmiany poległym podczas misji w Afganistanie.
Pośmiertnie został odznaczony Krzyżem Komandorskim Orderu Krzyża Wojskowego i Gwiazdą Afganistanu przez prezydenta RP Lecha Kaczyńskiego i awansowany przez ministra obrony narodowej Bogdana Klicha na stopień kapitana. 
Osierocił córeczkę Marysię. Owdowił żonę Natalię. Obie mieszkały w ich domu rodzinnym w Jarocinie.

### Pogrzeb
Ciało porucznika Daniela Ambrozińskiego zostało przywiezione do Polski, do macierzystej jednostki w Leźnicy Wielkiej, 16 sierpnia 2009 samolotem CASA z niemieckiego Ramstein. W ceremonii na lotnisku wojskowym uczestniczyła rodzina poległego, a także dowódca wojsk lądowych gen. broni Waldemar Skrzypczak, dowódca 25 Brygady Kawalerii Powietrznej gen. bryg. Dariusz Wroński oraz żołnierze z 1. batalionu 25 BKPow. Wyniesiona z samolotu w asyście kompanii honorowej trumna przykryta polską flagą spoczęła na katafalku na płycie lotniska. Tu modlitwę za poległego poprowadził ks. kapelan Wiesław Okoń, a pamięć żołnierza uczczono minutą ciszy. Następnie trumna z ciałem oficera została przewieziona do Jarocina, gdzie 18 sierpnia 2009 odbył się pogrzeb.
Mszę świętą w intencji zmarłego tragicznie oficera w kościele pw. św. Antoniego Padewskiego w Jarocinie odprawił biskup polowy WP Tadeusz Płoski. W pogrzebie uczestniczyli m.in. prezes Rady Ministrów Donald Tusk, minister obrony narodowej Bogdan Klich, szef Biura Bezpieczeństwa Narodowego Aleksander Szczygło i szef Sztabu Generalnego WP gen. Franciszek Gągor. Nad grobem Aleksander Szczygło odczytał list prezydenta RP Lecha Kaczyńskiego:
„Żadne słowa nie są w stanie złagodzić straty, jaką jest śmierć bliskiej osoby. Pamiętajmy jednak, że sensem służby żołnierza jest poświęcanie się dla innych. Kapitan Daniel Ambroziński próbował uratować życie kolegom i podwładnym, eliminując strzelającego do nich przeciwnika. Niestety nie udało mu się uchronić siebie. Poświęcenie i niezaprzeczalne męstwo, jakim się wykazał, zasługują na ogromny podziw, szacunek i powszechną wdzięczność. Nie ma większej ofiary, niż oddać za kogoś życie. Jestem głęboko przekonany, że ofiara ta nie zostanie zapomniana.”
Premier polskiego rządu Donald Tusk zwrócił się bezpośrednio do zmarłego oficera:
„– Panie kapitanie, jesteśmy tu dziś z tobą i twoimi najbliższymi. W wielu domach Polacy myślą co zrobiłeś i jak zginąłeś. Ciepłe, serdeczne myśli krążą wokół twojej rodziny. Dziś o tobie pamiętają też twoi koledzy. Myślą o tobie i wierzą, że będziesz z góry ich pilnował, by nie musieli dołączyć do ciebie. Żegna ciebie bohatera cała ojczyzna. Panie kapitanie wszyscy chylą nisko czoła przed tobą. Zaczynasz swoją ostatnią misję. Żegnaj bo wiem, że tam jesteś.”

## Odznaczenia i wyróżnienia
- Krzyż Komandorski Orderu Krzyża Wojskowego – 2009, pośmiertnie[8][9][10]
- Gwiazda Afganistanu – 2009, pośmiertnie[9]
- Gwiazda Iraku – 2009, pośmiertnie[10]
- wpis do Księgi Honorowej Wojska Polskiego – 2010, pośmiertnie[11][12]
- Medal NATO za misję ISAF – 2009, pośmiertnie[13]

## Reperkusje śmierci
Śmierć Daniela Ambrozińskiego podczas misji w Afganistanie wywołała głębokie poruszenie w kraju i stała się okazją do głośnego wyrażenia pretensji żołnierzy do rządzących. 16 sierpnia 2009 na lotnisku w Leźnicy Wielkiej, przemawiający nad trumną podczas żołnierskiego pożegnania, dowódca wojsk lądowych gen. broni Waldemar Skrzypczak powiedział między innymi:
”Dlaczego dopiero trzeba było śmierci kpt. Ambrozińskiego, by pomyślano o lepszym wyposażeniu i uzbrojeniu żołnierzy?”,
”Moi podwładni zrobili wszystko, aby nasze wojsko było dobrze wyposażone. Nie zawsze nasz głos znalazł zrozumienie u tych, którzy powinni to zrozumieć jako rzecz oczywistą.”,
”My wiemy czym walczyć. Nie urzędnicy wojskowi, biurokracja ma nam mówić czym walczyć. To my wiemy czym mamy walczyć i chcemy, żeby nas słuchano. Zabrano nam kompetencje, zostawiając odpowiedzialność. Czy nadejdzie czas, że ktoś, kto zaniedbał te kwestie, poniesie odpowiedzialność?”,
”To wojna, walka i bój piszą nowe regulaminy, a nie przepisy, które nie przystają do realiów wojny, na której są żołnierze”.
Słowa wypowiedziane przez dowódcę wojsk lądowych w Leźnicy Wielkiej, jak również udzielenie przez generała krytycznego wobec funkcjonowania polskiej administracji wojskowej wywiadu dla prasy i telewizji, wzbudziły kontrowersje w kręgach rządowych. W ich następstwie, 17 sierpnia 2009 generał Skrzypczak oddał się do dyspozycji prezydenta, a 20 sierpnia podał się do dymisji.